# Cedersdals malmgård

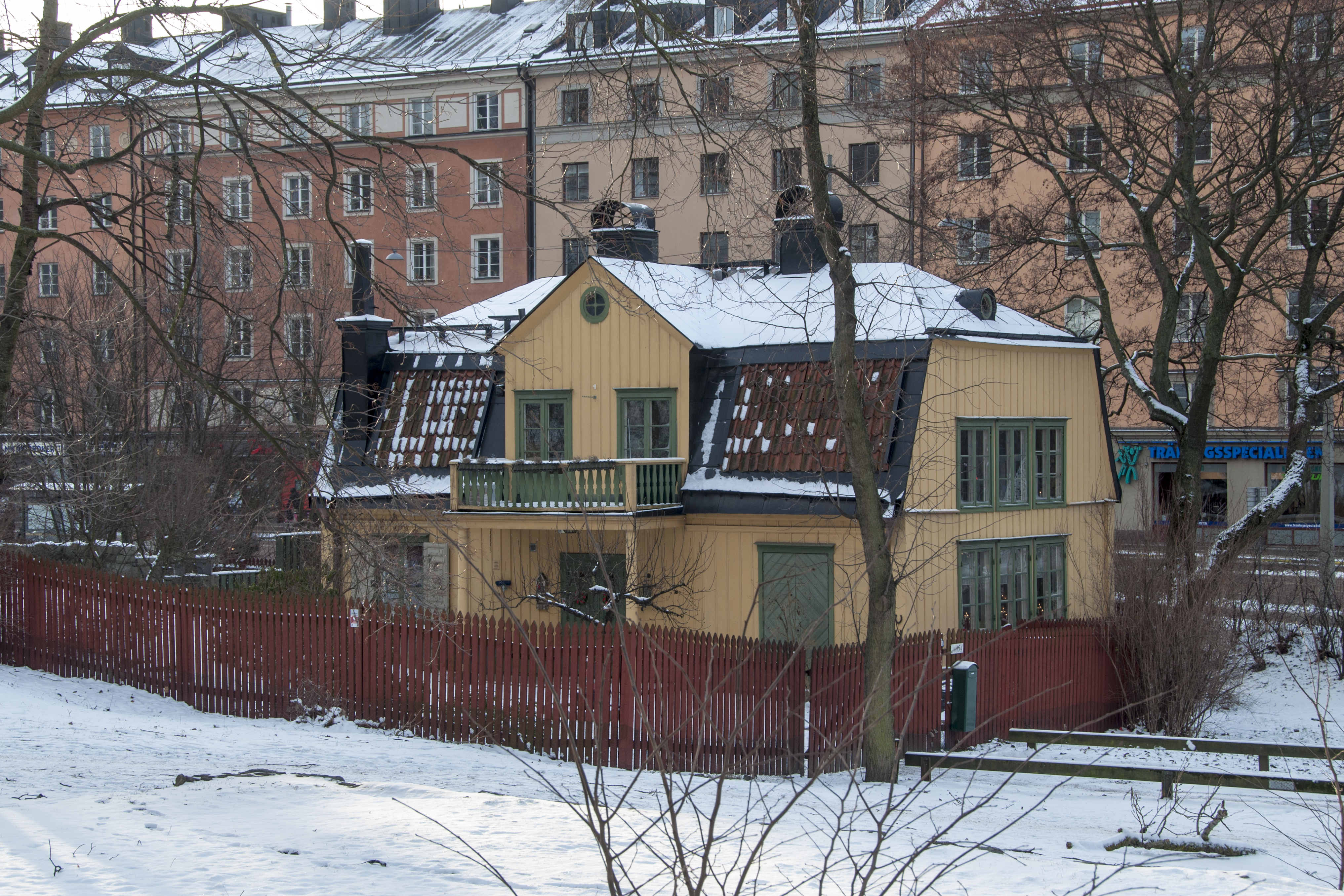
Cedersdals malmgård

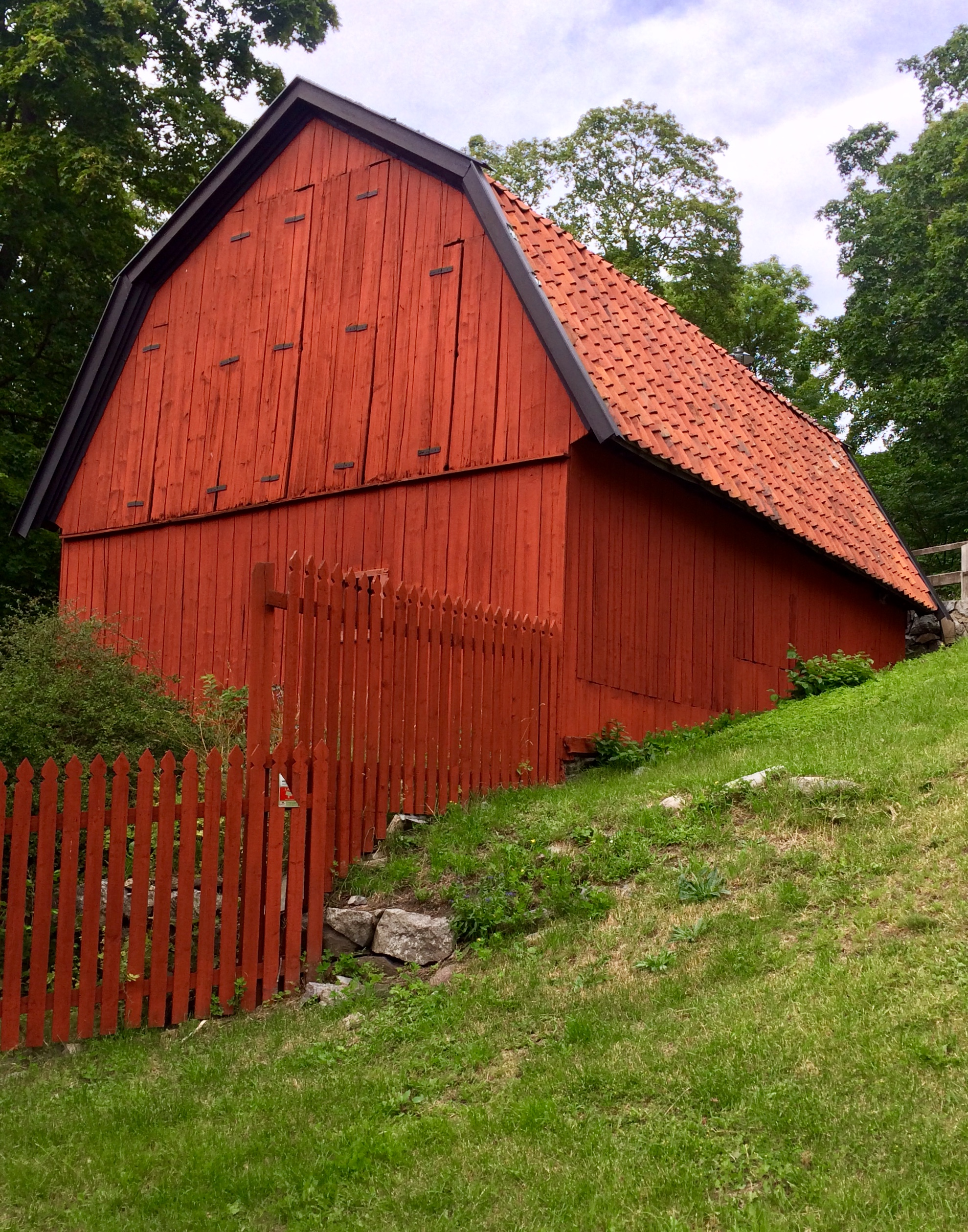
Tobaksladan

Cedersdals malmgård är en malmgård i stadsdelen Vasastaden i Stockholm. Byggnaden ligger i parken Vanadislundens nordvästra hörn, med adress Sveavägen 154, intill Sveaplan.

## Historia
Cedersdals malmgård uppfördes i början av 1700-talet för tobaksplanteraren Peter Cedersgren. År 1809 omtalas “Tobaks-Planteraren Peter Cerdergrens Tomter, Cedersdal Kallad”.  Den lilla träbyggnaden med gul målad fasad och brutet tak är en av de sista resterna av ett stort antal malmgårdar i området vid Norrtull.  År 1783 byggdes huset om för en rådman Widberg. Cedersdals tomt gav namnet åt Cedersdalsgatan som sträcker sig förbi norr om Cedersdals malmgård. På tomten står fortfarande en samtida tobakslada som användes för torkning av bladen.
Byggnaden är blåklassad av Stockholms stadsmuseum vilket innebär att det kulturhistoriska värdet anses motsvara fordringarna för byggnadsminne.